# (20335) Charmartell
(20335) Charmartell (1998 HK57) – planetoida z grupy pasa głównego asteroid okrążająca Słońce w ciągu 3,98 lat w średniej odległości 2,51 j.a. Odkryta 21 kwietnia 1998 roku.